# 찰스 스터트 대학교
찰스 스터트 대학교(영어: Charles Sturt University)는 오스트레일리아의 공립 대학이다. 1989년에 세워졌으며 이름은 19세기에 오스트레일리아를 탐험한 영국인 탐험가 찰스 스터트에서 따왔다.
앨버리워동가와 배서스트, 더보, 골번, 포트맥쿼리, 와가와가, 캔버라 등지에 학교가 위치해 있다. 또한 시드니와 왕가라타에 별관이 있으며 그리피스와 파크스에도 지역 대학 학습관(Regional University Study Centre)이 있다.
학사 과정과 대학원 과정에서 다양한 원격 교육을 제공한다.

## 역사
찰스 스터트 대학교는 찰스 스터트 대학교 법(The Charles Sturt University Act)의 시행으로 1989년 7월 1일 배서스트의 미첼 대학, 앨버리워동가의 리베리나머리 대학, 와가와가의 리버리나대학 등이 합쳐져 세워졌다. 미첼 대학은 1970년 1월 1일에 세워졌으며, 리베리나머리 대학은 1984년부터 운영을 하고 있었다. 리베리나 대학은 와가 농업 대학과 와가와가 교육 대학의 합병으로 세워졌으며, 뒤에 리베리나머리 대학과 합쳐졌다.
1998년에 시드니에 학습관을 설치했으며 2007년에는 멜버른에도 세웠다. 두 학습관은 사립 교육 단체인 스터디 그룹 오스트레일리아가 운영하고 있다. 2006년 7월 1일에는 시드니 대학으로부터 오렌지캠퍼스를 넘겨받았다. 2005년부터 2015년 사이에는 캐나다 온타리오주 벌링턴에 캠퍼스를 세우려 했으나 온타리오주의 법적인 문제와 규제로 계획을 멈추었다.
찰스 스터트 대학교의 로고는 2011년 2월 14일에 지금의 모습으로 바뀌었다. 오스트레일리아에 자생하는 스터트 데저트 피(Swainsona formosa)를 형상화했다.
2016년 7월 28일에 오스트레일리아 정부는 찰스 스터트 대학교를 탄소를 배출하지 않는 탄소 중립 캠퍼스로 인증했다. 탄소 중립 계획은 오스트레일리아의 환경 자원 연방부에서 관리하고 있으며 찰스 스터트 대학교는 탄소 중립 계획의 국가 탄소 상쇄 기준을 충족하는 기관으로 인증받았다.

## 운동부
찰스 스터트 대학교 배서스트 캠퍼스의 축구부는 1963년 배서스트 교육 대학의 축구부를 이어받았으며 배서스트에서 가장 오래된 축구부 가운데 하나이다.

## 같이 보기
- 오스트레일리아의 대학 목록